# أردن هاينز
أردن هاينز هو شخصية أعمال كندي، ولد في 7 أغسطس 1927 في ساسكاتشوان في كندا.